# Султанов, Уткир Тухтамурадович
Утки́р Тухтамура́дович Султа́нов (узб. Oʻtkir Toʻxtamurodovich Sultonov; 14 июля 1939, Ташкент, СССР — 29 ноября 2015, Ташкент, Узбекистан) — советский и узбекистанский государственный, политический и партийный деятель. Деятель труда, инженер-электромеханик, кандидат технических наук. Второй премьер-министр Республики Узбекистан с 21 декабря 1995 года по 10 декабря 2003 года.

## Биография

### Ранние годы и трудовая деятельность
Уткир Султанов родился 14 июля 1939 года в Ташкенте. В 1963 году окончил Томский политехнический институт имени С. М. Кирова (сейчас Национальный исследовательский Томский политехнический университет) по специальности «инженер-электромеханик». В том же году начал трудовую деятельность электриком на Томском заводе режущих металлов. С 1964 по 1985 годы работал сначала мастером, затем начальником лаборатории, начальником объединённого конструкторского бюро, начальником отдела автоматизации и механизации производства, заместителем главного инженера и заместителем генерального директора в Ташкентском авиационном производственном объединении имени В. П. Чкалова (ТАПОиЧ), где производились самолёты и их комплектующие. В ТАПОиЧ познакомился с Исламом Каримовым, который некоторое время работал на этом же предприятии. В 1978—1979 годах находился в служебной командировке во Франции как сотрудник НПО от ТАПОиЧ. В 1985 году был назначен генеральным директором ташкентского НПО «Восток», проработав руководителем этого объединения до 1991 года.

### Политическая деятельность
Являлся народным депутатом Верховного Совета Узбекской ССР. В 1991 году был назначен председателем Государственного комитета Республики Узбекистан по внешней торговле и зарубежным связям. После запрета и ликвидации КПСС и его республиканского отделения — Коммунистической партии Узбекистана, стал одним из сооснователей пришедшей на замену компартии Народно-демократической партии Узбекистана (НДПУ), войдя в оргкомитет новой партии и был избран членом центрального совета партии. Первым председателем центрального совета (лидером) партии стал сам президент республики Ислам Каримов. В феврале 1992 года Уткир Султанов был назначен министром внешних экономических связей Республики Узбекистан, позже в этом же году параллельно стал заместителем премьер-министра Абдулхашима Муталова.
21 декабря 1995 года на сессии Олий Мажлиса Республики Узбекистан премьер-министр Абдулхашим Муталов был освобождён от своей должности «в связи переходом на другую работу», и в качестве его замены президентом Исламом Каримовым был предложен Уткир Султанов, который на той же сессии был утверждён в качестве нового (вторым по счёту) премьер-министра Республики Узбекистан.
В феврале 2001 года подписал с премьер-министром Кыргызстана Курманбеком Бакиевым секретный «Меморандум об урегулировании правовых основ делимитации государственной границы между Киргизской Республикой и Республикой Узбекистан», в соответствии с которым предусматривается соединение находящегося внутри Кыргызстана Сохского анклава (населённого узбеками и таджиками) с Риштанским районом Узбекистана путём обмена киргизской территории «вдоль реки Сох в обход киргизских населённых пунктов с адекватной компенсацией в пользу Киргизии».
Одновременно, с мая 1998 года — председатель Совета глав правительств СНГ.
В тот же день назначен Исламом Каримовым заместителем нового премьер-министра, курирующим отрасли машиностроения, чёрной и цветной металлургии, нефти и газа, геологии, электроэнергетики, производства химической продукции, а также стандартизации и метрологии, государственных и мобилизационных резервов. 4 февраля 2005 года вновь утверждён в той же должности, но стал курировать вопросы топливно-энергетической промышленности, химии, чёрной и цветной металлургии, машиностроения. Проработал заместителем премьер-министра до ноября 2006 года. В ноябре 2006 года был назначен советником премьер-министра, а также генеральным директором ГАО «Ташкентское авиационное производственное объединение
им. В. П. Чкалова». Являлся советником премьер-министра до сентября 2010 года, директором ГАО «ТАПОич» до 1 января 2011 года.

## Личная жизнь
С января 2011 года находился на пенсии. В последние годы своей жизни тяжело болел, страдал от почечной недостаточности. Умер в 76-летнем возрасте 29 ноября 2015 года в Ташкенте, похоронен предположительно в ташкентском Чигатайском кладбище. Был женат, имеет дочь и внуков. Помимо родного узбекского языка свободно владел русским, английским и французским языками.

## Награды и признание
- Орден «Мехнат шухрати» («Трудовая слава»)
- медали
- Заслуженный инженер Республики Узбекистан
- Почётный профессор Томского политехнического университета (2001)[2].